# 亞代爾縣 (愛阿華州)
亞代爾縣（英語：Adair County）是美国艾奥瓦州西南部的一個縣，面積1,477平方公里。根據2020年美國人口普查，共有人口7,496人。縣治格林菲尔德（Greenfield）。該縣成立於1851年1月15日，縣名紀念第八任肯塔基州州長约翰·亚岱尔（John Adair）。